# Freaks of Nature (película)
Freaks of Nature, conocida bajo el nombre Fenómenos de la naturaleza en Hispanoamérica y Éramos pocos y llegaron los aliens en España, es una película de horror comedia dirigida por Robbie Pickering, escrita por Oren Uziel y protagonizada por Nicholas Braun, Mackenzie Davis y Josh Fadem.

## Argumento
En la ciudad de Dillford conviven los humanos, los zombis y los vampiros en una tensa armonía. Allí Dag Parker intenta ser aceptado como un chico popular e iniciar una relación con Lorelei Jones, una chica viciosa y promiscua a quien idealiza. Petra Lane es una muchacha amante de la cultura vampirica que sueña con que Milan Pinache, el vampiro más popular de la preparatoria, tome su primera vez, pero acaba desairada y convertida en vampiro. Ned Mosely es el chico más inteligente de la ciudad, siendo despreciado por todos ya que es opacado por su abusivo hermano atleta por lo que decide deshacerse de todos sus problemas dejando que un zombi lo muerda.
Pronto todo pasa a segundo plano cuando una gigantesca nave alienígena se coloca sobre la ciudad y la aísla del exterior con un campo de fuerza mientras los tripulantes descienden y comienza a exterminar uno por uno a los habitantes sin hacer distinción entre humanos, vampiros o zombis. 
Dag, Petra y Ned, quienes hasta hace unos momentos intentaban asesinarse entre sí, descubren para su sorpresa que son los únicos sobrevivientes, así que no les queda más que unir fuerzas para sobrevivir y ver cómo detener esta invasión intergaláctica.

## Elenco
- Nicholas Braun como Dag Parker.[1]
- Mackenzie Davis como Petra Lane
- Josh Fadem como Ned Mosely.[1]
- Vanessa Hudgens como Lorelei Jones.[2]
- Joan Cusack como Peg Parker.[3]
- Bob Odenkirk como Shooter Parker.[3]
- Keegan-Michael Key como Mayhew P. Keller.[3]
- Ed Westwick como Milan Pinache.[4]
- Patton Oswalt como Stuart Miller.[3]
- Denis Leary como Rick Wilson.[2]
- Ian Roberts como Chaz Mosely Padre.[3]
- Utkarsh Ambudkar como Parminder.
- Cerina Vincent como Daisy.
- Chris Zylka como Chaz Mosely junior.
- Mae Whitman como Jenna Zombie.
- Werner Herzog como Alienígena gigante.
- Derek Mears como Lobo.
- Aurora Perrineau como Vampiresa.
- Pat Healy como Reverendo Zombie.